# 1775 год в литературе

## События
- С сентября Ипполит Фёдорович Богданович издавал «Санкт-Петербургский вестник», редактировал «Санкт-Петербургские ведомости».
- Состоялась первая постановка пьесы Бомарше «Севильский цирюльник».
- Состоялась помолвка Гёте с дочерью Франкфуртского банкира Лили Шёнеман.
- Витторио Альфьери начал писать драмы.

## Книги и пьесы
- Ипполит Фёдорович Богданович сочинил вольную повесть в стихах «Душенька».
- Опубликован роман «Развращённый крестьянин, или Опасности города» Николы Ретиф де ла Бретонна.
- Вышло полное собрание сочинений Ричарда Сэвиджа.
- Опубликована первая книга стихов Джорджа Крабба.
- «Letters to his most intimate friends» Лоренса Стерна.
- «A Journey to the Western Islands of Scotland» Сэмюэля Джонсона.
- Книга «О заблуждениях и истине» Сен-Мартена.
- Героико-комическая поэма «Мышеида» Игнацы Красицкого.
- «Очерк деспотизма» («Очерк тирании») Оноре Габриеля Рикети Мирабо.
- Комическая опера «Неверная магия» Жана-Франсуа Мармонтеля.
- «Гербовник Михаила Щербатова».
- Dissertatio inauguralis botanico medica de Artemisiis Иоганнеса Пауля Стехмана.
- Написана стихотворная комедия «Самолюбивый стихотворец» Николая Петровича Николева.

## Родились
- 30 января — Уолтер Сэвидж Лэндор, английский поэт (ум. в 1864).
- 9 февраля — Фаркаш Бойяи, венгерский математик и поэт (ум. в 1856).
- 10 февраля
- Чарлз Лэм, английский поэт, публицист и литературный критик эпохи романтизма, один из крупнейших мастеров жанра эссе в истории английской литературы (ум. в 1834).
- Джеймс Смит, британский поэт-пародист, писатель
- 28 февраля — Василий Григорьевич Анастасевич, русский библиограф, издатель и переводчик (ум. 1845).
- 13 марта — Генри Крабб Робинсон, британский журналист и мемуарист (ум. в 1867).
- 24 марта — Мутхусвами Дикшитар,  индийский поэт (ум. 1835).
- 1 апреля — Пааво Корхонен, финский народный поэт (ум. 1840).
- 14 апреля — Карл Фердинанд Беккер, немецкий лингвист, автор учебника грамматики немецкого языка (ум. 1849).
- 5 июля — Сергей Николаевич Глинка, русский писатель, публицист, историк, мемуарист (ум. 1847).
- 11 июня — Джозеф Бланко Уайт, английский поэт, писатель (ум. 1841).
- 15 июня — Карло Порта, итальянский поэт (ум. 1821).
- 9 июля — Мэтью Грегори Льюис, английский романист и драматург (ум. 1818).
- 24 июля — Эжен Франсуа Видок, автор известных «Записок Видока, начальника Парижской тайной полиции» (ум. 1857).
- 30 июня — Эммануэль Мерсье Дюпати, французский драматург (ум. 1851).
- 2 августа — Уильям Генри Айрленд, английский литератор, известный своими подделками рукописей Шекспира (ум. 1835).
- 12 августа — Егор Антонович Энгельгардт, русский писатель (ум. в 1862).
- 15 августа — Адриан де Сарразен, французский писатель (ум. в 1852).
- 24 августа — Людвик Осинский, российский польский литературовед, историк и теоретик литературы, переводчик, поэт, драматург (ум. 1838).
- 14 сентября — Жан-Луи Бюрнуф, французский филолог и переводчик, библиотекарь университета Сорбонны (ум. в 1844).
- 15 октября — Альберто Листа, испанский поэт, литературовед, журналист, литературный критик (ум. 1848).
- 1 ноября — Михаил Трофимович Каченовский, русский историк, переводчик, литературный критик (ум. 1842).
- 4 ноября — Пьер Капелль, французский литератор (ум. 1830).
- 15 ноября — Альберто Нота, итальянский драматург, библиотекарь (ум. 1847).
- 19 ноября — София Сергеевна Мещерская, писательница и переводчица, автор религиозно-нравственных сочинений (ум. 1848).
- 23 ноября — Иоганн Георг Рист, датский писатель (ум. 1847).
- 2 декабря — Лео фон Зекендорф, немецкий поэт (ум. 1809).
- 16 декабря — Джейн Остин, английская писательница (ум. 1817).

## Без точной даты
- Михаил Никитич Баккаревич, русский переводчик (ум. 1819).
- Георг Вильгельм Валентини, прусский военачальник, военный писатель (ум. 1834).
- Гавриил Васильевич Гераков, русский писатель и переводчик (ум. 1838).
- Георг Людвиг Петер Зиверс, немецкий критик, драматург, переводчик (ум. 1830).
- Фёдор Иванович Корбелецкий, русский писатель (ум. 1837).
- Евлампий Никифорович Котельников, русский писатель, автор ценного исторического сочинения, в котором описаны быт и обычаи казачества.
- Михаил Козмич Михайлов, русский переводчик (ум. 1856).
- Яков Васильевич Орлов, российский историк, поэт.
- Сергей Петрович Салтыков-Каргопольский, русский переводчик и драматург (ум. 1826).
- Сеитназар Сеиди, классик туркменской литературы, поэт (ум. 1836).
- Евстафий Иванович Станевич, русский писатель (ум. 1835).
- Михаил Васильевич Сушков, русский писатель и переводчик.
- Дмитрий Цикиндял, румынский писатель (ум. 1818).

## Скончались
- 8 января — Джон Баскервилл, английский типограф и словолитчик (родился в 1706).
- 5 марта — Пьер Лоран Бюиретт де Беллуа, французский драматический писатель.
- 23 июня — Карл-Людвиг Пёлльниц, немецкий писатель-мемуарист (родился в 1692).
- 21 ноября — Джон Хилл, английский писатель (родился в 1716).